# کتی آلن
کتی آلن (انگلیسی: Kate Allen؛ زادهٔ ۲۵ ژانویهٔ ۱۹۵۵) فعال حقوق بشر و مدیر عفو بین‌الملل بریتانیا است.

## فعالیت حرفه‌ای
بعد از اخذ مدرک کارشناسی در رشته فلسفه، سیاست و اقتصاد از کالج براسینوز دانشگاه آکسفورد در سمت افسر سیاست در شورای لندن بزرگ مشغول به کار شد و سپس به شورای منطقه هرینگی لندن منتقل شد. او در دهه ۱۹۸۰ عضو شورای منطقه کمدن لندن بود و در آنجا کمیته زنان را تشکیل داد و سپس به شورای پناهندگان منتقل گردید. آلن در آنجا به پروژه تخلیه اورژانس بوسنی و هرزگوین و کوزوو پیوست و ریاست کمپین حقوق پناهندگی را در زمینه قانون مهاجرت برعهده گرفت.
در سال ۲۰۰۰، آلن به عنوان مدیر بخش عفو بین‌الملل انگلستان منصوب شد، عفو بین‌الملل بریتانیا با بیش از یک چهارم میلیون هوادار سومین بخش عفو بین‌الملل در جهان به‌شمار می‌رود.

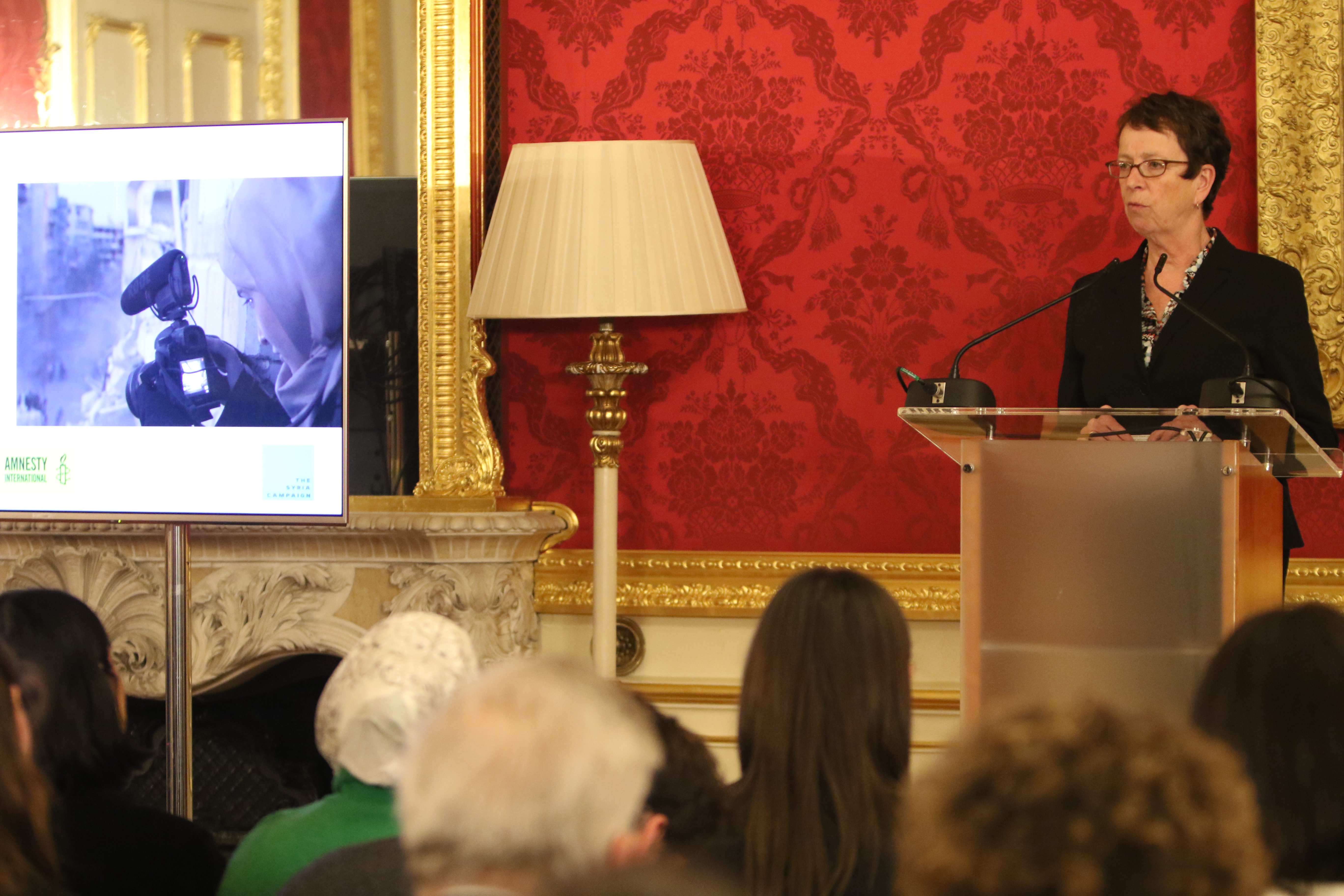
سخنرانی آلن مارس ۲۰۱۹

## زندگی شخصی
وی به مدت ۲۰ سال با کن لیوینگستون، رهبر پیشین شورای بزرگ لندن که بعداً عضو پارلمان و همچنین نخستین شهردار لندن بود زندگی مشترک داشتند. اما رابطه این زوج در سال ۲۰۰۱ به پایان رسید و از هم جدا شدند.